# Diário da Região
Diário da Região é um jornal brasileiro, publicado na cidade de São José do Rio Preto, no estado de São Paulo. Fundado em 23 de julho de 1950 por Euphly Jalles, foi adquirido em 1959 por Norberto Buzzini. É o jornal mais antigo da cidade e um dos mais importantes do estado, com uma circulação média de 26 mil exemplares em 96 municípios. Pertence ao Grupo Diário da Região, que também administra a Rádio FM Diário e as revistas Vida&Arte e Bem-Estar.
Sua tiragem e circulação são auditadas pelo Instituto Verificador de Circulação (IVC). Ao longo das mais de cinco décadas de existência, o Diário da Região já conquistou três prêmios Esso de Jornalismo (1999, 2003 e 2004).

## Prêmios
2021 - Prêmio da Confederação Nacional dos Transportes (CNT), na categoria Impresso, concedido ao repórter Rone Carvalho, pelas séries de reportagens "Jornada da Vida" e "Como o vírus anda". 
2020 - Prêmio da Sociedade Brasileira de Imunizações (Sbim), concedido a Rone Carvalho e Millena Grigoleti, pela reportagem "Rio Preto Imunizada". 
2018 e 2019 - Prêmio Abracopel de Jornalismo, concedidos a Rone Carvalho, pelas reportagens "Os riscos que vêm da eletricidade" e "Perigo visível".
2004 - Prêmio Esso Especial Interior, concedido a Allan de Abreu.
2003 - Prêmio Esso Especial Interior, concedido a Alexandre Laraia Gama, pela reportagem "Maratona pela Vida".
1999 - Prêmio Esso Especial Interior, concedido a Rita Magalhães, pela reportagem "HB apura desaparecimento de corpo".